# Bairdoppilata hirsuta
Bairdoppilata hirsuta är en kräftdjursart som först beskrevs av Brady 1880.  Bairdoppilata hirsuta ingår i släktet Bairdoppilata och familjen Bairdiidae. Inga underarter finns listade.